# Den andalusiska hunden
Den andalusiska hunden, originaltitel Un chien andalou, är en surrealistisk kortfilm från 1929 av konstnären Salvador Dalí och regissören Luis Buñuel. Filmen är känd för välgjorda visuella effekter av kroppsstympning.

## Populärkulturella referenser
Filmtiteln nämns flera gånger i låten Debaser av rockbandet Pixies.